# Васильченко, Николай Семёнович
Николай Семёнович Васильченко (род. 1946) — директор общества «Агрофирма „Маяк“», Черкасская область, Герой Украины (2003).

## Биография
Родился 1 января 1946 года в с. Франковка, Чернобаевского района Черкасской области. Украинец.
Окончил Украинскую сельскохозяйственную академию (1967—1972), ветврач.

### Деятельность
- 1965−1967 — ветеринарный фельдшер, колхоз «Маяк» Чернобаевского района.
- 1967−1972 — студент ВУЗа.
- 10.1972−11.1976 — главный ветврач, колхоз им. Суворова Устиновского района Кировоградской области.
- 1976−1979 — главный ветврач, с 10.1979 — председатель, колхоз «Маяк».
- С 12.1980 — директор, совхоз «Маяк».
- С 04.1996 — председатель правления, "Агрофирма «Маяк»".
- С 01.2000 — основатель и директор, ООО "Агрофирма «Маяк»"[1], с. Песчаное, Золотоношский район, Черкасская область.

Депутат Черкасского областного совета (с 04.2006).

### Семья
- Отец — Семён Семёнович (1923—1982).
- Мать — Анна Панасовна (1925—1997).
- Жена — Любовь Васильевна (род. 1950).
- Дети — дочь Татьяна (род. 1972), дочь Оксана (род. 1975), сын Алексей (род. 1985).

## Награды и заслуги
- Герой Украины (с вручением ордена Державы, 12.11.2003 — за выдающийся личный вклад в организацию и обеспечение получения высоких показателей по производству сельскохозяйственной продукции, многолетний самоотверженный труд).
- Награждён орденами «За заслуги» III (11.2001), II (11.2002), I (11.2009) степеней.
- Заслуженный работник сельского хозяйства Украины (11.1995).